# Pseudodolbina celator
Pseudodolbina celator är en fjärilsart som beskrevs av Jordan 1926. Pseudodolbina celator ingår i släktet Pseudodolbina och familjen svärmare. Inga underarter finns listade i Catalogue of Life.